# نایتسبریج
longitudeنایتسبریجlatitudeنایتسبریج
نایتسبریج (به انگلیسی: Knightsbridge) یک ناحیه خوش‌نشین در مرکز لندن است که در شهر وست‌مینستر واقع شده‌است.
این ناحیه در مرکز لندن و در جنوب هاید پارک واقع شده و جمعیت آن در سال ۲۰۱۱ میلادی ۵٬۴۳۶ نفر بوده است.